# Juno Awards 2018
Juno Awards 2018 ägde rum 24-25 mars 2018 i Rogers Arena, Vancouver, Kanada. Michael Bublé var konferencier, och galan sändes på CBC. De nominerade presenterades 6 februari.

## Evenemang inför prisceremonin
- Välgörenhetsmatchen Juno Cup mellan musiker och tidigare NHL-spelare ägde rum i Bill Copeland Sports Centre i Burnaby 23 marsh.[2]
- Jann Arden och Bob Rock ledde Songwriters' Circle 25 mars, före huvudceremonin.[3]

## Musiknummer
Vid utdelningsceremonin uppträdde Jessie Reyez, Arkells, Daniel Caesar, Lights, Arcade Fire, Dallas Green och Sarah Harmer. Det kanadensiska bandet Hedley var ursprungligen tänkt att delta, men på grund av påstådda sexuella övergrepp uteslöts de.
| Artister                                                                                | Sånger                                                  |
| --------------------------------------------------------------------------------------- | ------------------------------------------------------- |
| Arcade Fire                                                                             | "Everything Now"                                        |
| The Jerry Cans                                                                          | "Ukiuq"                                                 |
| Shawn Hook & the B.C. Youth Chinese Orchestra                                           | "Reminding Me"                                          |
| Lights                                                                                  | "Giants"                                                |
| Daniel Caesar                                                                           | "Freudian" "We Find Love"                               |
| Northern Touch All-Stars: Checkmate, Choclair, Misfit, Kardinal Offishall, Red1, Thrust | "Northern Touch"                                        |
| Sarah Harmer City and Colour Kevin Hearn                                                | Tribute to Gord Downie "Introduce Yerself" "Bobcaygeon" |
| Arkells                                                                                 | "Knocking at the Door"                                  |
| Diana Krall & Michael Bublé                                                             | "L-O-V-E"                                               |
| Jessie Reyez & Daniel Caesar                                                            | "Figures"                                               |
| Barenaked Ladies med Steven Page                                                        | "One Week" "If I Had $1000000"                          |

## Presentatörer
- Michael Bublé presenterade Arcade Fire
- Andrea Bang och Mark McMorris presenterade R&B/Soul Recording of The Year
- Mélanie Joly och Jasmyn Burke (Weaves) presenterade Årets genombrottsartist
- Buffy Sainte-Marie och Grimes presenterade Lights
- Northern Touch All-Stars: Rascalz, Checkmate, Kardinal Offishall, Thrust och Choclair presenterade Rap Recording of The Year, framförde låten "Northern Touch", och presenterade Daniel Caesar
- Kevin Drew och Pearl Wenjack presenterade Sarah Harmer och City and Colour for the Gord Downie Tribute
- Geddy Lee presenterade Barenaked Ladies inför deras upptagande i Canadian Music Hall of Fame
- Jann Arden och Bob Rock presenterade Årets album, samt Michael Bublé
- Michael Bublé presenterade Diana Krall
- Ruth B, Scott Helman och Charlotte Cardin presenterade Fan Choice Award
- Ria Mae och Tyler Connolly presenterade Årets artist

## Särskilda priser
- Barenaked Ladies upptogs i Canadian Music Hall of Fame.
- Denise Donlon, tidigare medlem i MuchMusic före detta ledare för Sony Music Canada, mottog årets Walt Grealis Special Achievement Award för sina bidrag till den kanadensiska musikindustrin.[13]
- Gary Slaight mottog årets Humanitarian Award. Han och hans far grundade Slaight Family Foundation som stöder musiker och musikindustrin, hälsovård och andra sociala ändamål. (Från och med 2018 är priset inte uppkallat efter Allan Waters). Slaight var mottagare av Walt Grealis Special Achievement Award vid 2012 års Juno Awards.[14]

### Vinnare och nominerade
| Årets artist | Årets grupp |
| --- | --- |
| - Gord Downie - Daniel Caesar - Lights - Ruth B - Shania Twain | - A Tribe Called Red - Alvvays - Arcade Fire - Broken Social Scene - Hedley - Nomineringen återdragen |
| Årets genombrottsartist | Årets genombrottsgrupp |
| - Jessie Reyez - Allan Rayman - Charlotte Cardin - Nav - Virginia to Vegas | - The Beaches - James Barker Band - The Dead South - The Franklin Electric - The Jerry Cans |
| Fan Choice Award | Årets låtskrivare |
| - Shawn Mendes - Alessia Cara - Arkells - Jessie Reyez - Justin Bieber - Shawn Hook - The Weeknd - Theory - Walk Off the Earth - Hedley - Nomineringen återdragen | - Gord Downie och Kevin Drew — "A Natural", "Introduce Yerself", "The North" från Introduce Yerself av Gord Downie - Amelia Curran — "Come Back for Me", "Watershed", "Try" från Watershed av Amelia Curran - Charlotte Cardin — "Main Girl", "Paradise Motion", "The Kids" from Main Girl av Charlotte Cardin - Rose Cousins — "Chosen," "Grace" (co-songwriter Mark Erelli), "White Flag" (co-songwriter KS Rhoads) från Conclusion av Rose Cousins - Scott Helman — "21 Days" (co-songwriters Simon Wilcox, Thomas "Tawgs" Salter, Michael J. Wise, Ron Lopata), "It's Kinda Complicated" (co-songwriters Thomas "Tawgs" Salter, Todd Clark, Ron Lopata), "PDA" (co-songwriters Simon Wilcox, Thomas "Tawgs" Salter, Ron Lopata) från Hôtel de Ville av Scott Helman |
| Årets producent | Årets ljudtekniker |
| - Diana Krall — "L-O-V-E", "Night and Day" (Diana Krall) - Brian Howes och Jason Van Poederooyen — "Better Days" (Hedley), "The Drugs" (Mother Mother) - Felix Cartal — "Get What You Give", "Drifting Away" (Felix Cartal) - Jordan Evans och Matthew Burnett — "Get You" (Daniel Caesar feat. Kali Uchis), "We Find Love" (Daniel Caesar) - Tawgs Salter — "PDA" (Scott Helman) | - Riley Bell — "Get You" (Daniel Caesar feat. Kali Uchis), "We Find Love" (Daniel Caesar) - Ben Kaplan — "Widowmaker" (Five Alarm Funk), "Speak" (Ninjaspy) - Eric Ratz — "Knocking at the Door" (Arkells), "My Little RnR" (Danko Jones) - Gus van Go — "Paradise" (Terra Lightfoot), "Boys Like You" (Whitehorse) - Shawn Everett — "Slip Away" (Perfume Genius), "Pain" (The War on Drugs) |

### Album
| Årets album | Adult Alternative Album of the Year |
| --- | --- |
| - Arcade Fire, Everything Now - Johnny Reid, Revival - Michael Bublé, Nobody But Me - Ruth B, Safe Haven - Shania Twain, Now | - Gord Downie, Introduce Yerself - Leif Vollebekk, Twin Solitude - Terra Lightfoot, New Mistakes - Timber Timbre, Sincerely, Future Pollution - Whitehorse, Panther in the Dollhouse |
| Adult Contemporary Album of the Year | Alternative Album of the Year |
| - Michael Bublé, Nobody But Me - Alysha Brilla, Rooted - Johnny Reid, Revival - Nuela Charles, The Grand Hustle - The Tenors, Christmas Together | - Alvvays, Antisocialites - Arcade Fire, Everything Now - Land of Talk, Life After Youth - Tanya Tagaq, Retribution - Weaves, Wide Open |
| Blues Album of the Year | Children's Album of the Year |
| - MonkeyJunk, Time to Roll - Big Dave McLean, Better the Devil You Know - Downchild, Something I've Done - Steve Strongman, No Time Like Now - Williams, Wayne and Isaak, Big City, Back Country Blues | - Fred Penner, Hear the Music - Big Block Singsong, Greatest Hits, Vol. 3 - Bobs & LoLo, Blue Skies - Splash 'n Boots, Love, Kisses and Hugs - The Moblees, The Moblees |
| Classical Album of the Year – Solo or Chamber Ensemble | Classical Album of the Year – Large Ensemble or Soloist(s) with Large Ensemble Accompaniment |
| - Janina Fialkowska, Chopin Recital 3 - ARC Ensemble, Chamber Works av Szymon Laks - David Jalbert, Stravinsky & Prokofiev: Transcriptions pour piano - James Ehnes med Andrew Armstrong, Beethoven: Violin Sonatas Nos. 6 & 9 "Kreutzer" - Louis Lortie, Louis Lortie Plays Chopin, Vol. 5 | - Jan Lisiecki med NDR Elbphilharmonie Orchestra, Chopin: Works for Piano & Orchestra - Arion Orchestre Baroque, Rebelles Baroques - James Ehnes med Royal Liverpool Philharmonic, Beethoven & Schubert: Violin Concerto - Johannes Moser med Orchestre de la Suisse Romande, Elgar & Tchaikovsky - Winnipeg Symphony Orchestra med Nunavut Sivuniksavut, The Shaman & Arctic Symphony |
| Classical Album of the Year – Vocal or Choral Performance | Contemporary Christian/Gospel Album of the Year |
| - Barbara Hannigan med Ludwig Orchestra, Crazy Girl Crazy - Daniel Taylor med The Trinity Choir, The Tree of Life - Gerald Finley med Bergen Philharmonic Orchestra, In the Stream of Life: Songs by Sibelius - Isabel Bayrakdarian med Coro Vox Aeterna, Mother of Light: Armenian Hymns & Chants in Praise of Mary - Philippe Sly och John Charles Britton, Schubert Sessions: Lieder with Guitar | - The Color, First Day of My Life - Jon Neufeld, We Are Free - Love & the Outcome, These Are the Days - Manafest, Stones - Matt Maher, Echoes |
| Country Album of the Year | Electronic Album of the Year |
| - James Barker Band, Game On - Dean Brody, Beautiful Freakshow - High Valley, Dear Life - Jess Moskaluke, Past the Past - Tim Hicks, Shake These Walls | - Rezz, Mass Manipulation - Blue Hawaii, Tenderness - CRi, Someone Else - Dabin, Two Hearts - Kid Koala feat. Emiliana Torrini, Music to Draw to: Satellite |
| Francophone Album of the Year | Indigenous Music Album of the Year |
| - Daniel Bélanger, Paloma - Alex Nevsky, Nos Eldorados - Klô Pelgag, L'Étoile thoracique - Patrice Michaud, Almanach - Pierre Lapointe, La Science du cœur | - Buffy Sainte-Marie, Medicine Songs - DJ Shub, PowWowStep - Indian City, Here & Now - Iskwé, The Fight Within - Kelly Fraser, Sedna |
| Instrumental Album of the Year | International Album of the Year |
| - Do Make Say Think, Stubborn Persistent Illusions - Five Alarm Funk, Sweat - Kristofer Maddigan, Cuphead - Oktopus, Hapax - Peregrine Falls, Peregrine Falls | - Kendrick Lamar, DAMN. - Bruno Mars, 24K Magic - Ed Sheeran, ÷ - Post Malone, Stoney - Taylor Swift, Reputation |
| Jazz Album of the Year – Solo | Jazz Album of the Year – Group |
| - Mike Downes, Root Structure - Brad Cheeseman, The Tide Turns - Chet Doxas, Rich in Symbols - Hilario Durán, Contumbao - Ralph Bowen, Ralph Bowen | - David Braid, Mike Murley, Anders Mogensen och Johnny Aman, The North - Andrew Downing's Otterville, Otterville - Carn Davidson 9, Murphy - Christine Jensen och Ingrid Jensen, Infinitude - Ernesto Cervini's Turboprop, Rev |
| Vocal Jazz Album of the Year | Metal/Hard Music Album of the Year |
| - Diana Krall, Turn Up the Quiet - Bria Skonberg, With a Twist - Kellylee Evans, Come On - Matt Dusk, Old School Yule - Michael Kaeshammer, No Filter | - Anciients, Voice of the Void - Archspire, Relentless Mutation - Longhouse, II: Vanishing - METZ, Strange Peace - Striker, Striker |
| Pop Album of the Year | Rock Album of the Year |
| - Lights, Skin & Earth - Ria Mae, My Love - Ruth B, Save Haven - Scott Helman, Hôtel de Ville - Hedley, Cageless - Nomineringen återdragen | - The Glorious Sons, Young Beauties and Fools - Big Wreck, Grace Street - Death from Above, Outrage! Is Now - Nickelback, Feed the Machine - Theory, Wake Up Call |
| Contemporary Roots Album of the Year | Traditional Roots Album of the Year |
| - Bruce Cockburn, Bone on Bone - Amelia Curran, Watershed - Buffy Sainte-Marie, Medicine Songs - The Jerry Cans, Inuusiq - The Weather Station, The Weather Station | - The Dead South, Illusion & Doubt - Cassie and Maggie, The Willow Collection - Còig, Rove - Jayme Stone, Jayme Stone's Folklife - The East Pointers, What We Leave Behind |
| World Music Album of the Year | Comedy Album of the Year |
| - Kobo Town, Where the Galleon Sank - Autorickshaw, Meter - The Battle of Santiago, La Migra - Beny Esguerra and New Tradition, A New Tradition Vol. 2: Return of the KUISi - Briga, Femme | - Ivan Decker, I Wanted to Be a Dinosaur - Charlie Demers, Fatherland - D.J. Demers, Indistinct Chatter - K. Trevor Wilson, Sorry! (A Canadian Album) - Rebecca Kohler, In Living Kohler |

### Sånger och inspelningar
| Årets singel | Classical Composition of the Year |
| --- | --- |
| - Shawn Mendes, "There's Nothing Holdin' Me Back" - Alessia Cara, "How Far I'll Go" - Arcade Fire, "Everything Now" - Arkells, "Knocking at the Door" - The Weeknd, "I Feel It Coming"                          | - Jocelyn Morlock, My Name is Amanda Todd - Alice Ping Yee Ho, Cœur à Cœur - Andrew Staniland, Phi, Caelestis - James Rolfe, Breathe - Vincent Ho, The Shaman |
| Dance Recording of the Year | R&B/Soul Recording of the Year |
| - Nick Fiorucci feat. Laurell, "Closer" - DVBBS feat. Gia Koko och CMC$, "Not Going Home" - Felix Cartal, "Get What You Give" - KAPRI, "Deeper" - Sultan & Shepard (featuring Nadia Ali och IRO), "Almost Home" | - Daniel Caesar, Freudian - Jahkoy, Foreign Water - Jessie Reyez, Kiddo - Jhyve, Human - Keshia Chanté, Unbound 01                                            |
| Rap Recording of the Year | Reggae Recording of the Year |
| - Tory Lanez, Shooters - Belly, Mumble Rap - Clairmont the Second, Lil Mont From the Ave - Lou Phelps, 001: Experiments - Maestro Fresh Wes, Coach Fresh                                                        | - Kirk Diamond, "Greater" - Ammoye, The Light - Blessed, "Hold Up Slow Down" - Eyesus, "Neva Judge" - K'Coneil feat. Kreesha Turner, "Love How You Whine"     |

### Övriga priser
| Årets skivomslag | Årets video |
| --- | --- |
| - Marianne Collins, Ian Ilavsky och Steve Farmer — Stubborn Persistent Illusions, Do Make Say Think - Catherine Lepage och Simon Rivest — Everything Now, Arcade Fire - Geneviève Lapointe och Martin Tremblay — Coconut Christmas, The Lost Fingers - Jean-Sébastien Denis, Ian Ilavsky och Guy L'Heureux — Mechanics of Dominion, Esmerine - Keaven Yazdani, Sean Brown och Éric Lachance — Freudian, Daniel Caesar | - Claire Boucher — "Venus Fly", Grimes - Christopher Mills — "Leaving the Table", Leonard Cohen - Emma Higgins — "The Drugs", Mother Mother - Peter Huang — "Gatekeeper", Jessie Reyez - Shane Cunningham och Mark Myers — "Knocking at the Door", Arkells |